# Правда — добре, а щастя краще (фільм, 1951)
«Правда — добре, а щастя краще» — радянський фільм-спектакль 1951 року, запис вистави Малого театру за однойменною п'єсою Олександра Островського, поставленого Борисом Нікольським в 1941 році. Знятий на Кіностудії ім. М. Горького (режисер Сергій Алексєєв) на замовлення Центральної студії телебачення.
В історії радянського телемовлення відомий як перший театральний спектакль, переданий не в «живій» трансляції, а в записі на плівку. В історію кінематографа увійшов як перший радянський фільм-спектакль, за яким в 1952—1953 роках було ухвалено десятки інших фільмів-спектаклів. Вони робили доступними глядачам всієї країни спектаклі найкращих театрів, а також дозволяли з мінімальними витратами заповнювати кіноекрани в період кризи «малокартиння». Вперше показаний по телебаченню пізно ввечері 31 грудня 1951 року. Випущений в кінопрокат 14 січня 1952 року. Фільм мав успіх: відвідуваність склала 22,7 млн глядачів за серію.

## Сюжет
У центрі сюжету — життя багатого купецького сімейства, будинку московського купця Амоса Панфіловича Барабошева. У будинку реально всім командує його мати, владна стара Мавра Тарасівна. Молодій дочці Барабошева Поліксені вони вже кілька років намагаються підібрати багатого нареченого. Але вона закохана в Платона Зибкіна, бідного і чесного хлопця, прийнятого на службу до Барабошева бухгалтером. У самого Барабошева нічого свого немає, торгує він за дорученням від матері, причому невдало, собі в збиток. Прикажчик Никандр Мухояров його обманює, а Платона, який відмовляється підтримувати обман, оголосив незнаючим бухгалтерії і зробив предметом загальних насмішок, чимось на зразок блазня в будинку. Але піти зі служби Платон не може, тому що мати його заборгувала Барабошеву двісті рублів. Хмари згущуються: Поліксену збираються найближчим часом видати за генерала, а Платону пред'явили вексель до сплати; йому тепер загрожує боргова в'язниця і ганьба. Феліцата, стара нянька Поліксени, вирішує допомогти молодим. Під виглядом кандидата на посаду сторожа вона приводить до будинку відставного унтер-офіцера Силу Єрофеїча Грознова, який в молодості був коханцем Маври Тарасівни і якому вона по молодості дала необережну клятву виконати будь-яку його вимогу. Ключова розмова Сили Єрофеїча і Маври Тарасівни глядачам не показана, але після неї ситуація благополучно вирішується: Поліксені дозволено вийти заміж за Платона, який призначений головним прикажчиком (Мавра Тарасівна тепер знає про його чесність і про фальшиві звіти колишнього прикажчика Никандра Мухоярова).

## У ролях
- Микола Рижов —  Амос Панфілович Барабошев
- Євдокія Турчанінова —  Мавра Тарасівна, його мати
- Валерія Новак —  Поліксена, дочка Барабошева
- Варвара Рижова —  Філіцата, стара няня Поліксени
- Олександр Карцев —  Никандр Мухояров
- Олександр Сашин-Нікольський —  Гліб Меркулич, садівник
- Валентина Баринова —  Пелагея Григорівна Зибкіна
- Дмитро Павлов —  Платон, її син
- Федір Григор'єв —  Сила Єрофеїч Грознов, відставний унтер-офіцер

## Творці фільму-спектаклю
| - Постановка — Борис Нікольський - Художник — Костянтин Юон - Головний режисер театру — Костянтин Зубов | - Режисер — Сергій Алексєєв - Оператор-постановник — Борис Монастирський - Звукооператор — М. Озорнов - Монтажер — Б. Погребинська - Директор картини — І. Вакар |